# Dr. Jekyll e Mr. Hyde (film 1941)
Dr. Jekyll e Mr. Hyde (Dr. Jekyll and Mr. Hyde) è un film del 1941 diretto da Victor Fleming e tratto dal longseller Lo strano caso del dottor Jekyll e del signor Hyde scritto nel 1886 da Robert Louis Stevenson. La pellicola, prodotta dalla MGM, è un remake di Il dottor Jekyll (Dr. Jekyll and Mr. Hyde, 1931) di Rouben Mamoulian, con Fredric March.

## Trama
Londra, 1887. L'insigne dr. Henry Jekyll attira su di sé le ire dei suoi colleghi più anziani a causa dei suoi esperimenti e delle sue opinioni sulla possibilità di separare il male dal bene negli individui. Il medico ama profondamente Beatrice Emery, la sua dolce fidanzata figlia di Sir Charles Emery al quale Jekyll piace ma è preoccupato per le sue idee radicali. Jekyll ottiene un discreto successo con i suoi esperimenti sugli animali, il che lo rende fiducioso sul fatto che il siero che ha creato possa funzionare anche sugli esseri umani. Sperando di poterlo provare su Higgins, un uomo impazzito, si reca in ospedale ma l'uomo è appena morto. Così decide di assumere lui stesso il siero e per qualche minuto si trasforma, mentalmente e fisicamente, nel suo alter ego malvagio. Dopo aver ingerito un antidoto per tornare normale, dice al suo maggiordomo, Poole, che la strana voce che ha sentito era quella di un certo "Mr. Edward Hyde".
Successivamente Sir Charles gli annuncia che porterà Beatrice in Europa per dargli il tempo di riconsiderare la propria posizione. Nonostante la sua solitudine Jekyll si trattiene da ulteriori sperimentazioni finché non riceve una lettera in cui Beatrice gli spiega che il loro viaggio si prolungherà a causa della salute del padre. Il medico decide di assumere nuovamente il siero e, trasformatosi in Hyde, si reca in un bar dove incontra la cameriera Eva Peterson, bella e sensuale, che aveva salvato da un aggressore alcune settimane prima. Quando la ragazza viene chiamata al suo tavolo naturalmente non lo riconosce ma ne è spaventata tanto da causare una rissa all'interno del locale, durante la quale Hyde dice al proprietario di licenziarla e, malgrado la riluttanza di lei, insiste nell'accompagnarla a casa in carrozza.
Beatrice è preoccupata poiché il fidanzato non le ha più scritto ma lo nasconde a suo padre che ha comunque deciso che i due potranno sposarsi.
Nel frattempo Hyde ha dato a Eva un appartamento dove però lei vive nel costante terrore di lui. La ragazza ha un'amica, Mara, che resta sconvolta quando per caso vede segni di frustate sulla sua schiena. Jekyll apprende che Beatrice è appena tornata e si ripropone di non assumere più il siero. Invia anonimamente cinquanta sterline a Eva e fonde la chiave della porta posteriore del suo laboratorio usata da "Hyde"; poi incontra Beatrice al museo ed è felicissimo che Sir Charles acconsenta ora alle nozze. Quando rientra a casa, però, Eva lo sta aspettando nell'ambulatorio perché Mara e il suo fidanzato Alfredo le hanno consigliato di andare da lui. La ragazza lo riconosce come l'uomo che l'aveva salvata tempo prima ma prova anche una strana sensazione. Quando gli mostra le cicatrici e lui comprende cosa le ha fatto Hyde si vergogna di sé stesso e le assicura che non vedrà mai più quel bruto.
Quella stessa sera, mentre passeggia felicemente attraverso Hyde Park verso casa di Beatrice, si tramuta però improvvisamente in Hyde senza neanche aver preso il siero. Si reca così da Eva e la strangola, poi si precipita alla porta posteriore del laboratorio ma scopre che la chiave è stata distrutta. Poole si rifiuta di farlo entrare dall'ingresso principale e così Hyde va da Hastie Lanyon, suo grande amico e collega, e gli chiede di procurargli l'antidoto; Hyde torna così a essere Jekyll, con lo shock che ciò provoca in Lanyon. Henry gli rivela tutto e poi si reca da Beatrice per rompere il fidanzamento, lasciandola in lacrime, ma poco dopo ritorna come Hyde. Lei sviene ma il suo grido ha allarmato il padre che Hyde uccide con il suo bastone da passeggio. Disperato, Hyde rientra in casa sua da una finestra, getta Poole per terra e va al laboratorio per bere altro antidoto. Il cadavere di Sir Charles viene esaminato dall'ispettore Newcomen di Scotland Yard e Lanyon, riconoscendo il bastone dell'amico, comprende ciò che è successo. Porta perciò a casa sua la polizia che riesce ad abbattere la porta del laboratorio subito dopo che Hyde ha riassunto l'antidoto trovando dunque il dr. Jekyll che dice che Mr. Hyde è appena fuggito ma purtroppo ben presto si trasforma nuovamente in Hyde. Mentre cerca di fuggire viene ferito a morte da Lanyon con tre colpi di pistola. Una volta defunto, riassume finalmente le sembianze del dr. Jekyll.

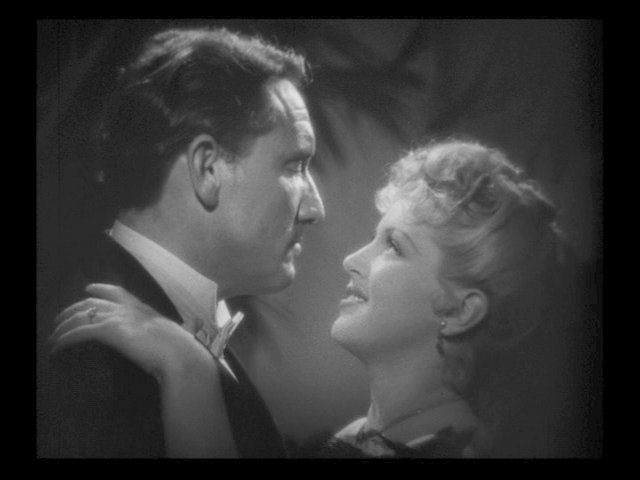
Spencer Tracy e Lana Turner in una scena

### Personaggi principali
- Dr. Henry Jekyll: medico/scienziato con idee un po' eccentriche; a causa dei suoi esperimenti lascia emergere Hyde, la sua parte malvagia. Buono e di bell'aspetto. Più alto di Hyde.
- Mr. Edward Hyde: la parte malvagia di Jekyll che alla fine sta per prendere il sopravvento sulla parte buona. Zoppicante, cattivo e di brutto aspetto. Antagonista.
- Eva Peterson (Ivy): una bella e sensuale cameriera.
- Beatrice Emery (Beatrix): la fidanzata di Jekyll.
- Hastie Lanyon: medico/scienziato amico di Jekyll, ma non condivide le sue strane idee.
- Sir Charles Emery: padre di Beatrice.
- Poole: maggiordomo di Jekyll.

## Produzione

### Cast
Per ruolo del dottor Jekyll era stato inizialmente indicato l'attore Robert Donat.
Vi fu uno scambio concordato dei due principali ruoli femminili tra le attrici Lana Turner e Ingrid Bergman, "l'una desiderosa di non scalfire il proprio glamour impersonando la prostituta, l'altra convinta - giustamente - che proprio il personaggio di Ivy fosse il più interessante", scrive Fantafilm.

## Distribuzione

### Edizione italiana
Il film fu doppiato in italiano nel 1948 in una versione ridotta. Negli anni ottanta si decise di restituire al pubblico italiano il film nella sua interezza, ridoppiandolo interamente e quindi rinunciando alle voci d'epoca. Per l'occasione il film fu rinominato Il dottor Jekyll e Mr. Hyde. L'edizione in DVD del 2010 distribuita dalla Stormovie ha riportato alla luce l'audio italiano originale (già comunque usato in VHS) ma lo incollò in modo approssimativo sulle immagini del film, tagliando completamente le scene a suo tempo non doppiate (5 minuti circa del film restaurato).
Nel 2013 la Golem Video ha riedito il film in un doppio DVD che comprende anche Il dottor Jekyll di Rouben Mamoulian (1931) in versione sottotitolata: in quest'occasione per Dr. Jekyll e Mr. Hyde del 1941 si continua a usare il doppiaggio originale tagliandone alcune battute ma con il film in versione integrale (subentra l'inglese nelle scene non doppiate o con doppiaggio rimosso).

### Accoglienza
Il Farinotti scrive che "con questo film Tracy non ottenne i consensi sperati: la sua interpretazione, infatti, fu considerata un po' troppo esagerata e teatrale, mentre oggi è considerata magistrale. Bergman, invece, vide aumentare la sua popolarità e, con la sua freschezza, oscurò una Turner insolitamente fredda."

### Critica
Fantafilm scrive che "la MGM produce il remake del Dr. Jekyll and Mr. Hyde del 1931 [...], ma pur affidandosi al talento del regista Victor Fleming [...] e scegliendo un cast di prim'ordine, non raggiunge un risultato all'altezza della precedente pellicola. [...] Il film è tuttavia interessante per la ricostruzione degli ambienti vittoriani, per il trucco essenziale di Jack Dawn, per la memorabile sequenza dell'incubo freudiano di Jekyll, e per il famoso scambio di ruoli concordato tra Turner e Bergman."

### Opere derivate
Nello stesso anno venne prodotto un radiodramma tratto dal film, sempre interpretato dall'attore Spencer Tracy.

## Riconoscimenti
- Premi Oscar 1942:
  - Candidatura per migliore fotografia in bianco e nero
  - Candidatura per il miglior montaggio
  - Candidatura per la migliore colonna sonora